# Castro von Santa Trega

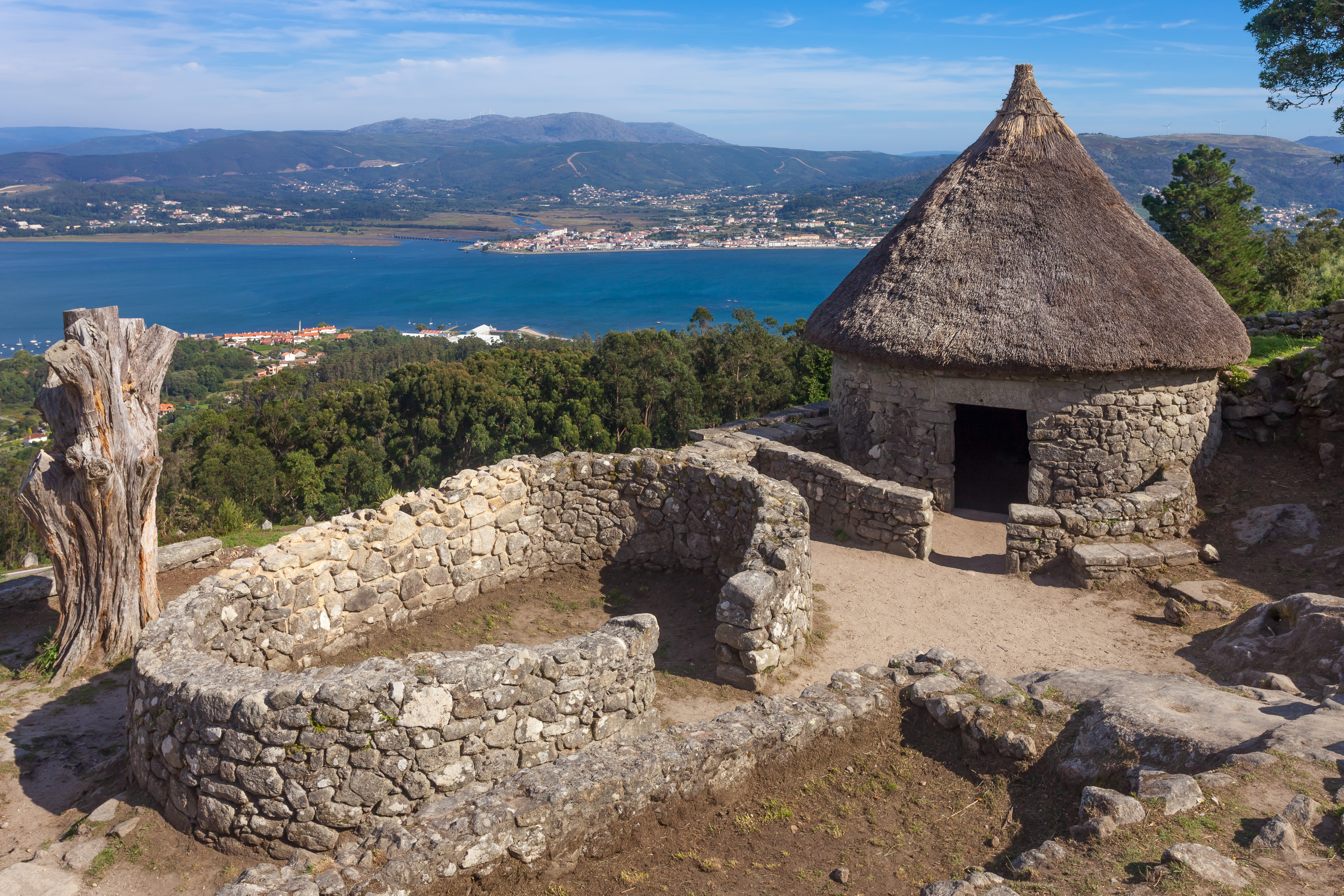
Castro von Santa Trega

Das rekonstruierte Castro von Santa Trega (spanisch Santa Tecla) ist eine archäologische Stätte am Monte de Santa Tecla, südlich von A Guarda (spanisch La Guardia) in der Provinz Pontevedra, oberhalb der Mündung des Rio Miño, der die Grenze zu Portugal bildet, im südwestlichen Galicien in Spanien. 
Das Castro oder Chafurdão gehört zur in Galicien verbreiteten keltischen Castrokultur und ist eines der meistbesuchten galicischen Castros. Es wurde 1913 anlässlich des Baus einer Schnellstraße entdeckt. Vorherrschend sind Rundbauten, aber es gibt auch ovale und quadratische, letztere mit römischem Einfluss. Im Jahr 1931 wurde es zum National Monument erklärt. 
Auf dem Berg sind Petroglyphen zu sehen, die etwa 2.000 Jahre älter sind als das Fort, das nach Ergebnissen der Ausgrabung durch Antonio de la Peña Santos in den 1980er Jahren zwischen dem 1. Jahrhundert v. Chr. und nach Beginn der Romanisierung von Galicien, im 1. Jahrhundert n. Chr. in Nutzung war. Dann begann ein langwieriger Prozess der Nutzungsaufgabe, der in spätrömischer Zeit durch sporadische Besetzungen unterbrochen wurde. Der Hügel wurde seit dem 6. Jahrhundert v. Chr. von Kelten besiedelt. Die in den Grundrissen erhaltene Anlage wurde teilweise rekonstruiert. Fundstücke der Ausgrabung können in dem kleinen Museum besichtigt werden.

Castro von Santa Trega
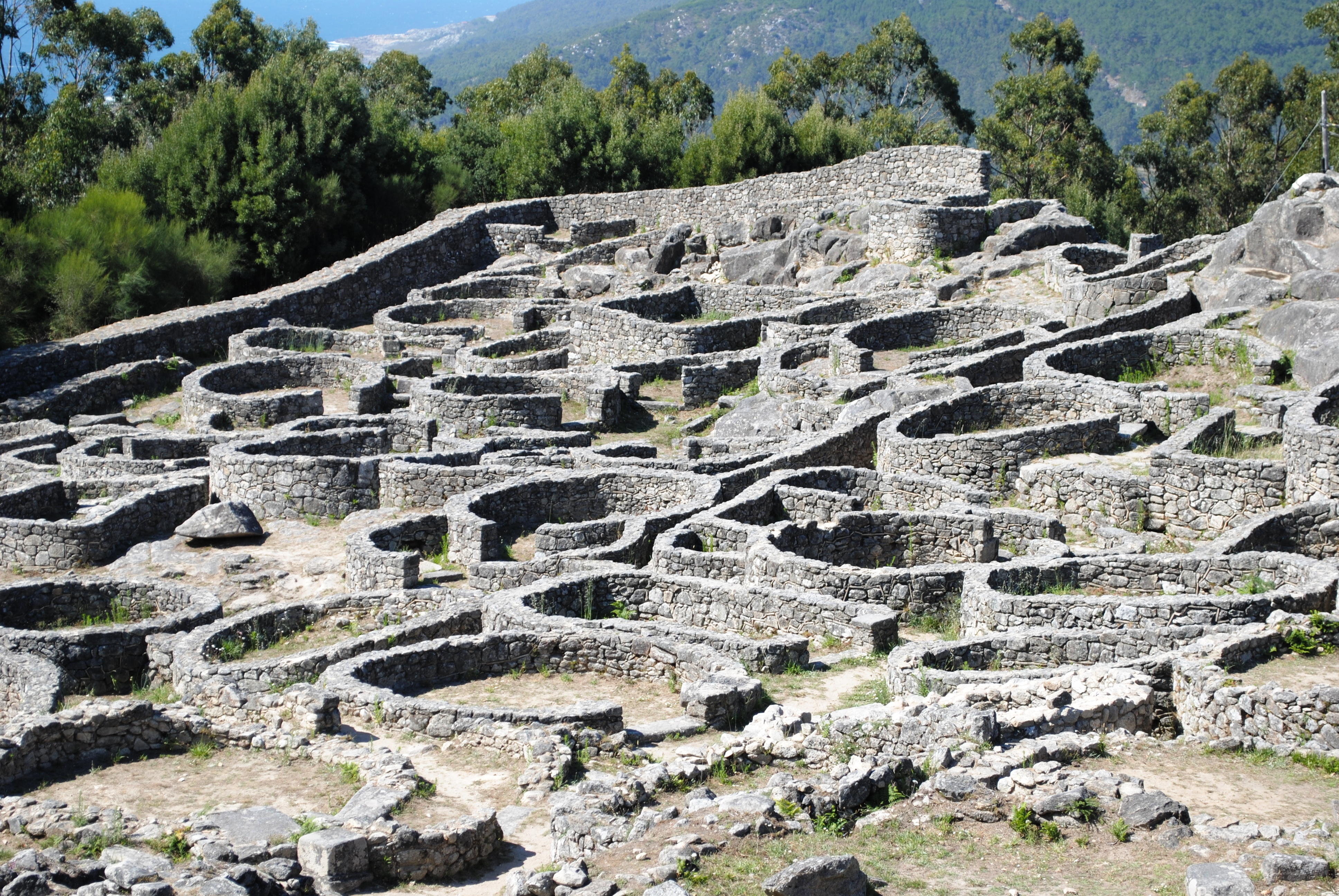
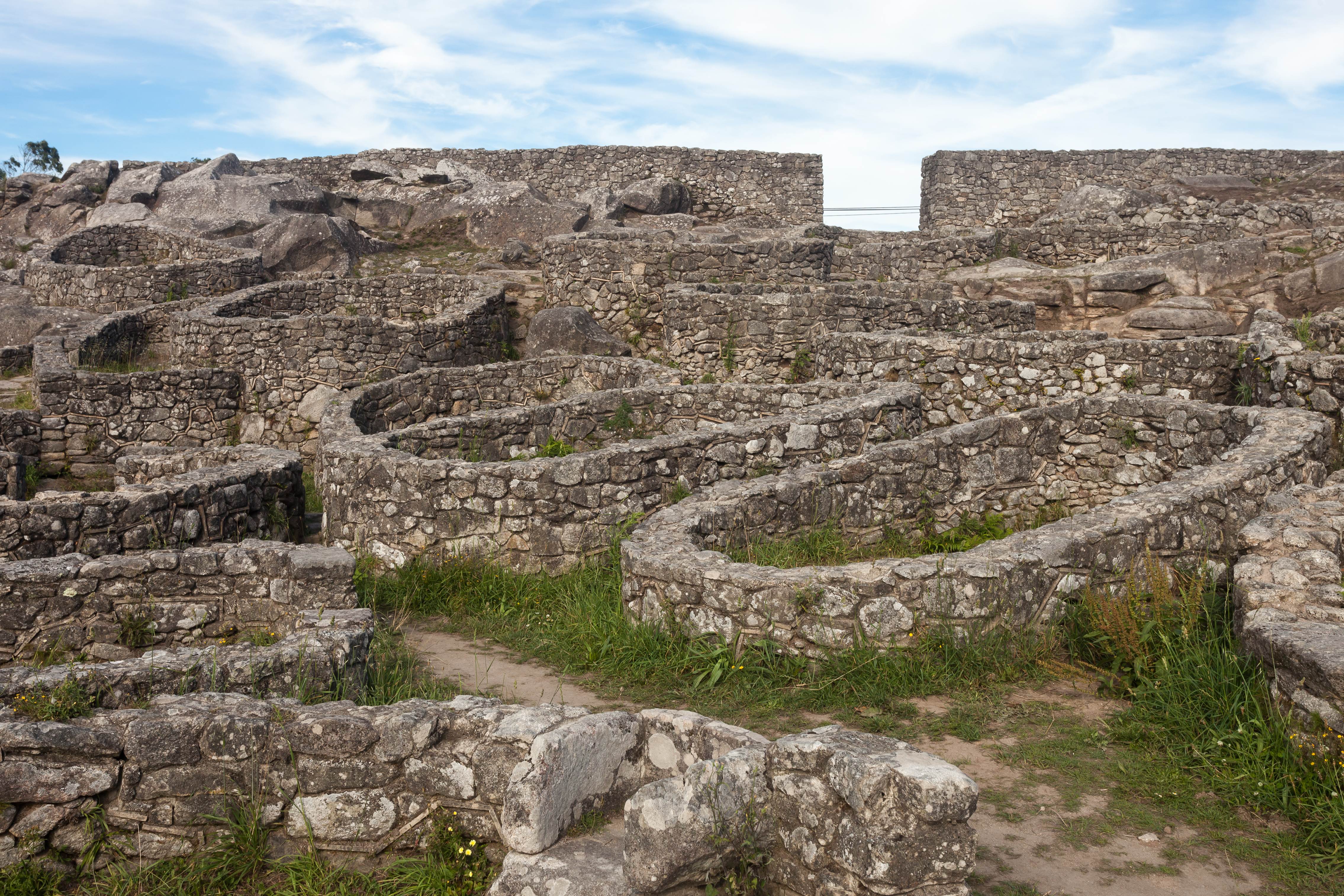
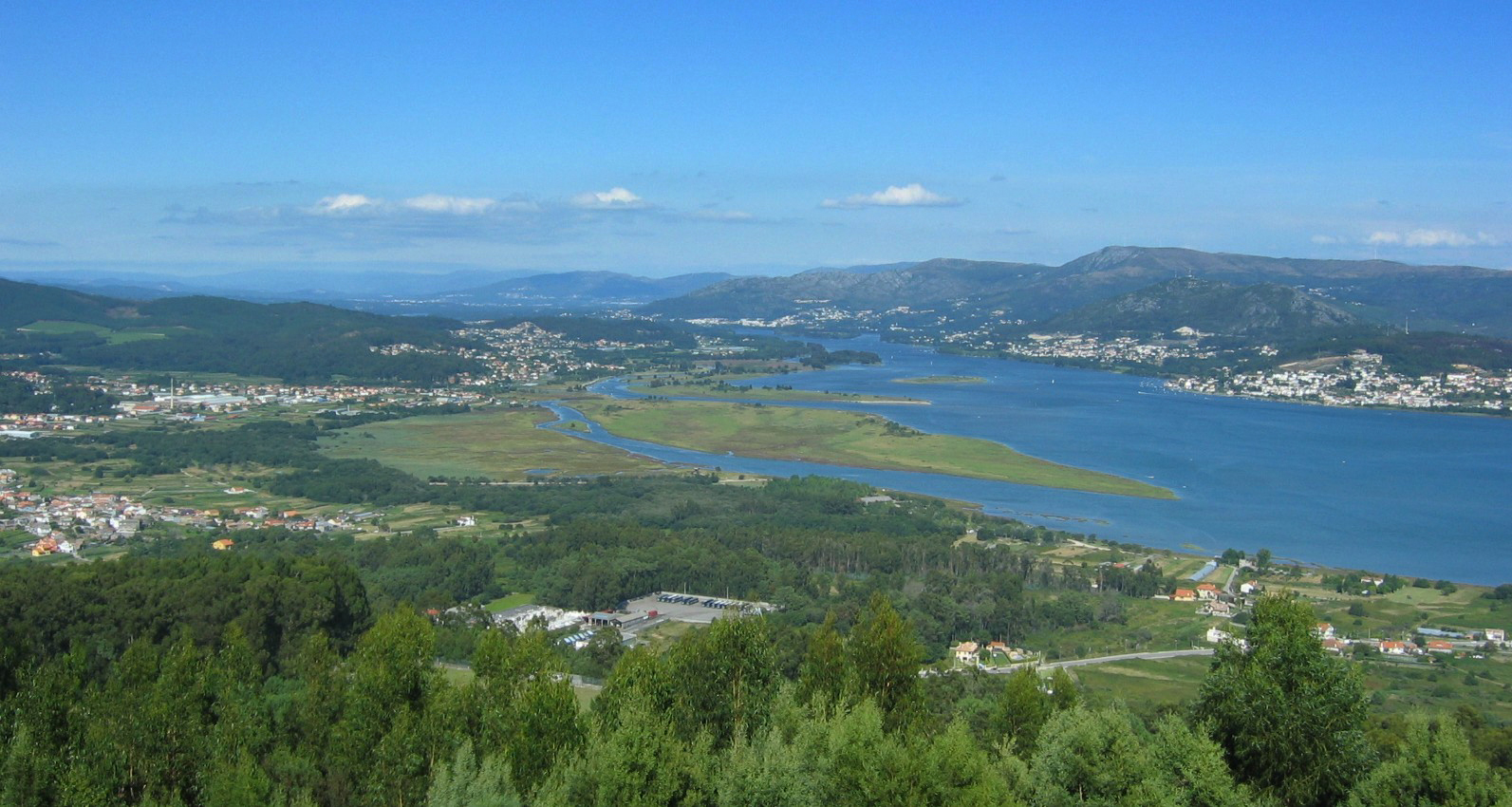
Blick vom Castro auf den Rio Miño
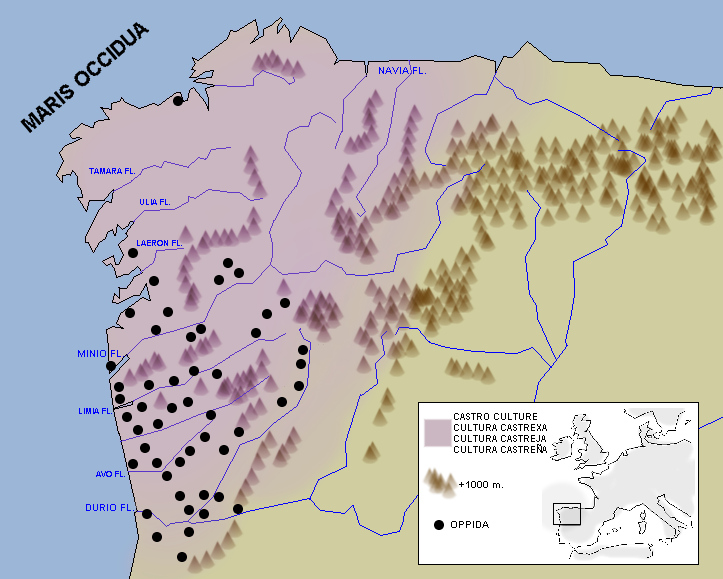
Verbreitung der Castrokultur
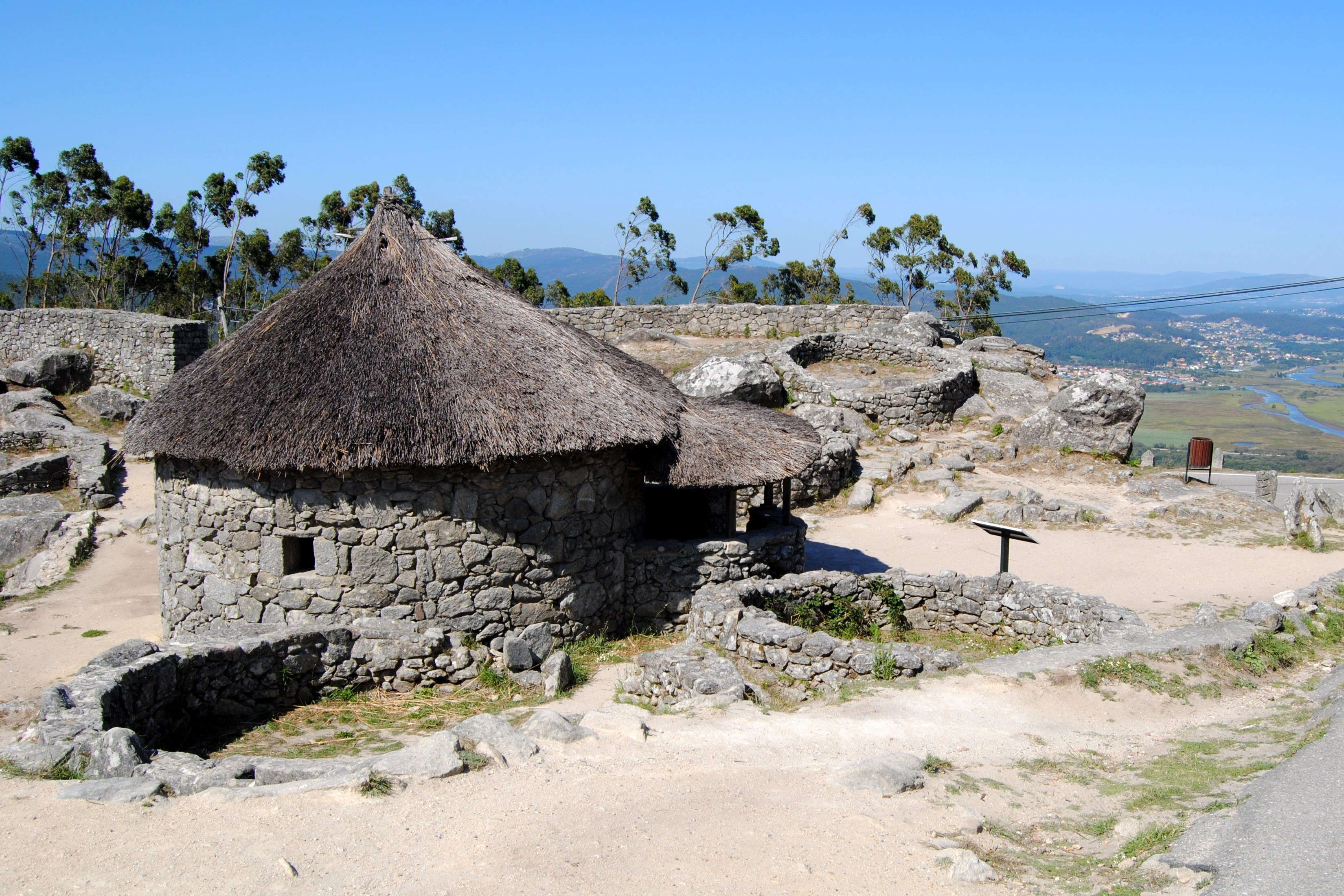

## Castros in Galicien
- Castro de Baroña,
- Castro de Borneiro,

In der Nähe liegen die Castros Castro de Saa und Castro de A Forca.